# Illusion (Tüür)
Illusion is een compositie van Erkki-Sven Tüür. Hij schreef het werk voor strijkorkest. De Estse componist wilde er niet meer over kwijt dan dat het werk gebaseerd is op een thema/motief dat uit de barok lijkt te komen.
In eerste instantie ging dit vier minuten durend werk alleen door het leven, later werd het gekoppeld aan Action en Passion. Bij de opname van het Kamerorkest van Tallinn onder leiding van Tõnu Kaljuste voor ECM Records (1994/1995) waren twee van drie al “gekoppeld” (Passion en Illusion). Dezelfde muzikale combinatie verzorgde de première op 25 oktober 1993 in Tallinn.